# Vince Giordano

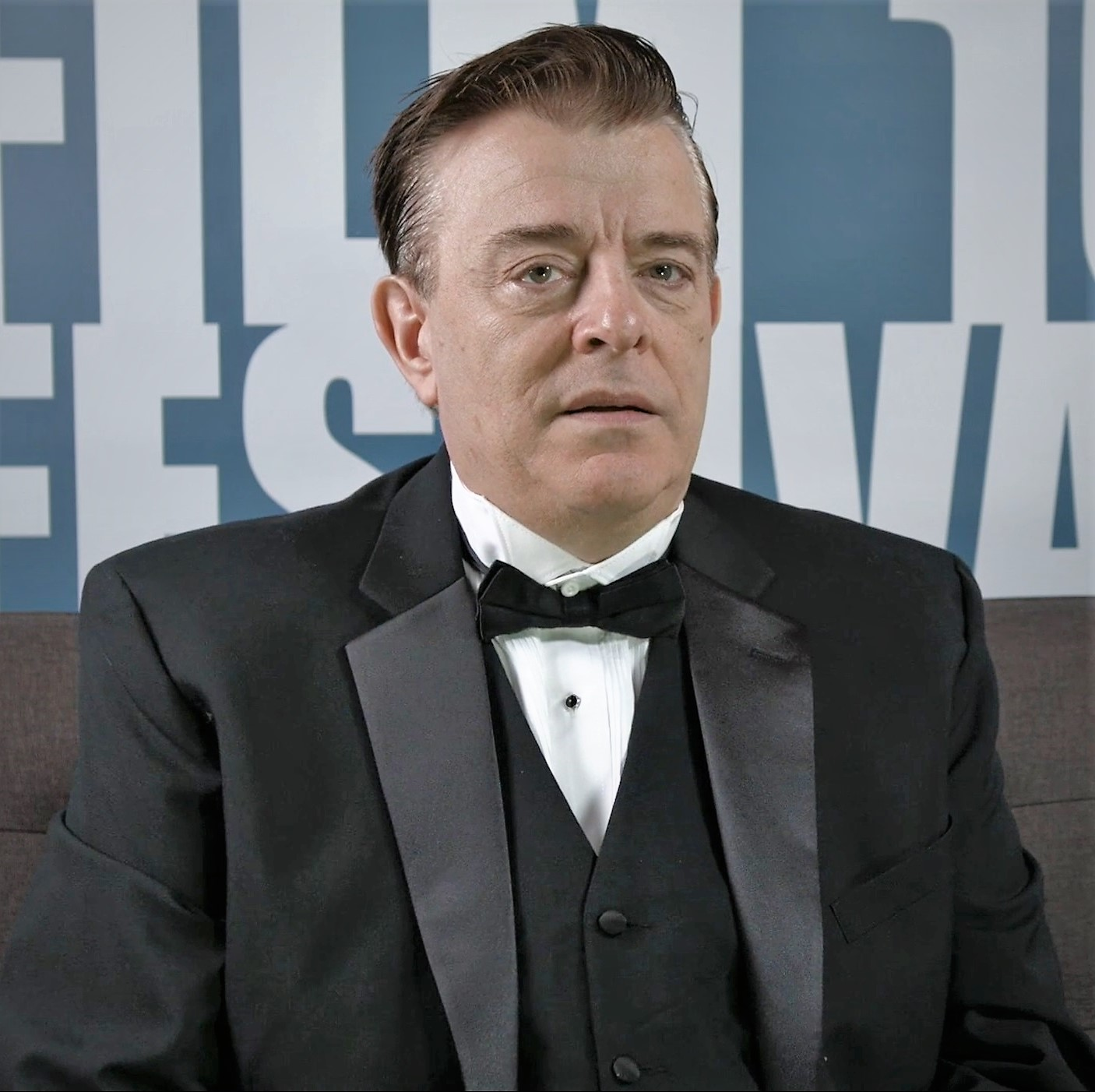
Vince Giordano, 2016

Vince Giordano (* 11. März 1952 in Brooklyn, New York City) ist ein US-amerikanischer Jazzmusiker, Arrangeur und Bandleader des elfköpfigen New Yorker Nighthawks Orchestra.

## Leben und Wirken
Giordano ist Spezialist für den Jazz der 1920er- und frühen 1930er-Jahre und hat über 30.000 Aufnahmen aus dieser Zeit gesammelt. Er spielt selbst viele Instrumente, u. a. Basssaxophon, Tuba, Banjo, Rhythmusgitarre, Piano und Schlagzeug. Er hat die Filmmusik zur TV-Serie Slaphappy 2001 komponiert. Mit seinen Nighthawks hat er zum Soundtrack vieler Filmproduktionen beigetragen.

## Filmografie
- 1983: Zelig
- 1984: Cotton Club (The Cotton Club)
- 1985: The Purple Rose of Cairo
- 1999: Sweet and Lowdown
- 2000: Forrester – Gefunden! (Finding Forrester)
- 2001: Ghost World
- 2004: Aviator (The Aviator)
- 2006: Der gute Hirte (The Good Shepherd)
- 2007: Die Geschwister Savage (The Savages)
- 2008: Zeiten des Aufruhrs (Revolutionary Road)
- 2010: Mildred Pierce (Miniserie)